# N,N-Diméthylaniline
Pour les articles homonymes, voir Diméthylaniline et DMA.
La N,N-diméthylaniline, ou plus simplement diméthylaniline (DMA) est un composé aromatique de formule C6H5N(CH3)2. C'est l'isomère de la diméthylaniline, dérivé diméthylé de l'aniline, où les deux groupes méthyle sont portés par l'azote du groupe amine, d'où le nom N, N-diméthylaniline dans la nomenclature UICPA. Il s'agit donc d'une amine aromatique tertiaire, qui se présente normalement sous forme d'un liquide huileux incolore lorsqu'il est pur, mais dont les échantillons commerciaux sont généralement jaunâtres.

## Préparation et réactions
La diméthylaniline est produite industriellement par alkylation de l'aniline en présence d'un catalyseur acide :
C6H5NH2 + 2 CH3OH → C6H5N(CH3)2 + 2 H2O
La DMA donne la plupart des réactions de l'aniline. Elle est faiblement basique, et réagit avec les électrophiles. Sa nitration donne du tétryl (ou tétralyte), un dérivé à quatre groupes nitro utilisé autrefois comme explosif. Elle peut être lithiée avec le butyllithium. Sa méthylation donne un sel d'ammonium quaternaire :
C6H5N(CH3)2 + (CH3O)2SO2 → [C6H5N+(CH3)3][CH3OSO3]−

## Applications
La diméthylaniline est utilisée dans la réticulation de résines polyester et vinyl ester. Elle intervient également comme précurseur dans d'autres synthèses organiques.
Il s'agit d'un précurseur important de la chimie des colorants, on le retrouve dans les synthèses du vert malachite, du violet de gentiane ou encore de l'hélianthine.